# (9136) Lalande
(9136) Lalande est un astéroïde de la ceinture principale.

## Description
(9136) Lalande est un astéroïde de la ceinture principale. Il fut découvert par Cornelis Johannes van Houten, Ingrid van Houten-Groeneveld et Tom Gehrels le 13 mai 1971 à l'observatoire Palomar. Il présente une orbite caractérisée par un demi-grand axe de 2,434 UA, une excentricité de 0,148 et une inclinaison de 6,685° par rapport à l'écliptique.
Il fut nommé en hommage à l'astronome français célèbre Joseph Jérôme Lefrançois de Lalande (1732-1807).

## Compléments